# Война с ломбардцами
Война с ломбардцами (1228—1243) — гражданская война в государствах крестоносцев на Ближнем Востоке (Кипрском королевстве и Иерусалимском королевстве); отголосок борьбы гвельфов и гибеллинов. Противостоящими сторонами были представители императора Священной Римской империи (происходившие в основном из Ломбардии) и местная знать.

## Предыстория
В 1212 году умерла королева Иерусалима Мария Иерусалимская. Новой королевой стала её малолетняя дочь Иоланта, регентом при которой стал её отец Иоанн де Бриенн. В 1225 году Иоланта вышла замуж за императора Священной Римской империи Фридриха II, который, отстранив Иоанна де Бриенна, стал править Иерусалимским королевством сам. В 1228 году Иоланта родила сына Конрада — законного наследника иерусалимского трона; сама она умерла три дня спустя от родовой горячки. Фридрих решил, что если Иоанн правил королевством от имени дочери, то ему ничего не мешает править королевством от имени сына.
28 июня 1228 года император отправился в крестовый поход, и 21 июля императорский флот прибыл в Лимасол на Кипре. Хитростью захватив в плен регента Кипрского королевства Жана Ибелина Старого и двух его сыновей, Бальяна и Балдуина, император потребовал выплатить ему сумму, равную доходам Кипра за десять лет, а также передать ему сеньорию Бейрут. Несовершеннолетнего короля Кипра Генриха I Лузиньяна император также фактически лишил свободы и удерживал при себе в Лимасольском замке. Жан Ибелин вынужден был признать сюзеренитет императора над королевством и сложить с себя полномочия регента, однако отдать свой бейрутский фьеф категорически отказался.
В 1229 году император прибыл в Святую землю, где сумел договориться с мусульманами о мирной передаче Иерусалима, после чего вернулся в Италию.

## Ход событий
Фридрих II продал должность регента Кипрского королевства сразу пятерым противникам Ибелинов: Амори де Барле, Амори де Бейсану, Говену де Шенеше, Гийому де Риве и Гуго Джебайльскому, которые обязались выплатить затребованную императором сумму. Регенты обложили сторонников Ибелинов высокими налогами, а затем захватили и попытались убить Филиппа Новарского, одного из ближайших сторонников Жана Ибелина. 14 июля 1229 года между войсками регентов и сторонниками Жана Ибелина и Филиппа Новарского произошла битва возле Никосии, в результате которой регенты были разбиты и укрылись в королевских замках вместе с юным королём Генрихом. Ибелины осаждали эти замки до середины 1230 года, после чего Жан Ибелин вернул себе должность регента королевства и формально примирился с Амори де Барле.
Осенью 1231 года на Ближний Восток в качестве представителя императора и байли Иерусалимского королевства прибыл маршал Рикардо Филанджери; с ним была крупная армия, состоявшая в основном из ломбардцев. Он сумел взять Бейрут и Тир, бывшие оплотами оппозиции.
В мае 1232 года, воспользовавшись тем, что Жан Ибелин со своими силами находился в Бейруте, войска Рикардо Филанджери (недавно разбившие сторонников Ибелинов при Касал Имберт) и вновь примкнувшего к императору Амори де Барле высадились на Кипре и практически без боя заняли все кипрские замки, кроме Буффавенто и замка Дьё д’Амур, которые были осаждены. Филанджери начал безжалостно преследовать сторонников Ибелинов. Однако Жан Ибелин не заставил себя долго ждать: при поддержке генуэзского флота уже 6 июня 1232 года армия Ибелина ночью высадилась в Фамагусте, застав Филанджери врасплох. Войска Жана Ибелина стремительно заняли замок Кантара, после чего Фамагуста добровольно перешла под его контроль. Вскоре без особого труда была занята Никосия. 15 июня 1232 года императорские войска были полностью разгромлены в битве при Агриди.
В 1233 году Филанджери попытался заключить союз с Боэмундом Антиохийским и Хетумом Армянским, но безуспешно; его просьбы к императору о присылке подкреплений также остались без ответа. Через некоторое время под его контролем остался лишь Тир.
После того, как сын императора Конрад был объявлен совершеннолетним (став, таким образом, законным королём Иерусалимским), местная знать в 1243 году избрала регентом при отсутствующем короле Алису Иерусалимскую, вдову кипрского короля Гуго I и дочь иерусалимской королевы Изабеллы. Игнорируя находящегося в Италии Конрада, Алиса стала вести себя как полноправная королева, и в июле 1243 года её войска взяли Тир.

## Итоги и последствия
Война закончилась в пользу местных феодалов. Продолжая признавать формальным королём иерусалимским представителей рода Гогенштауфенов, они получили возможность реально править без всяких ограничений.